# Beierse Patriottenpartij

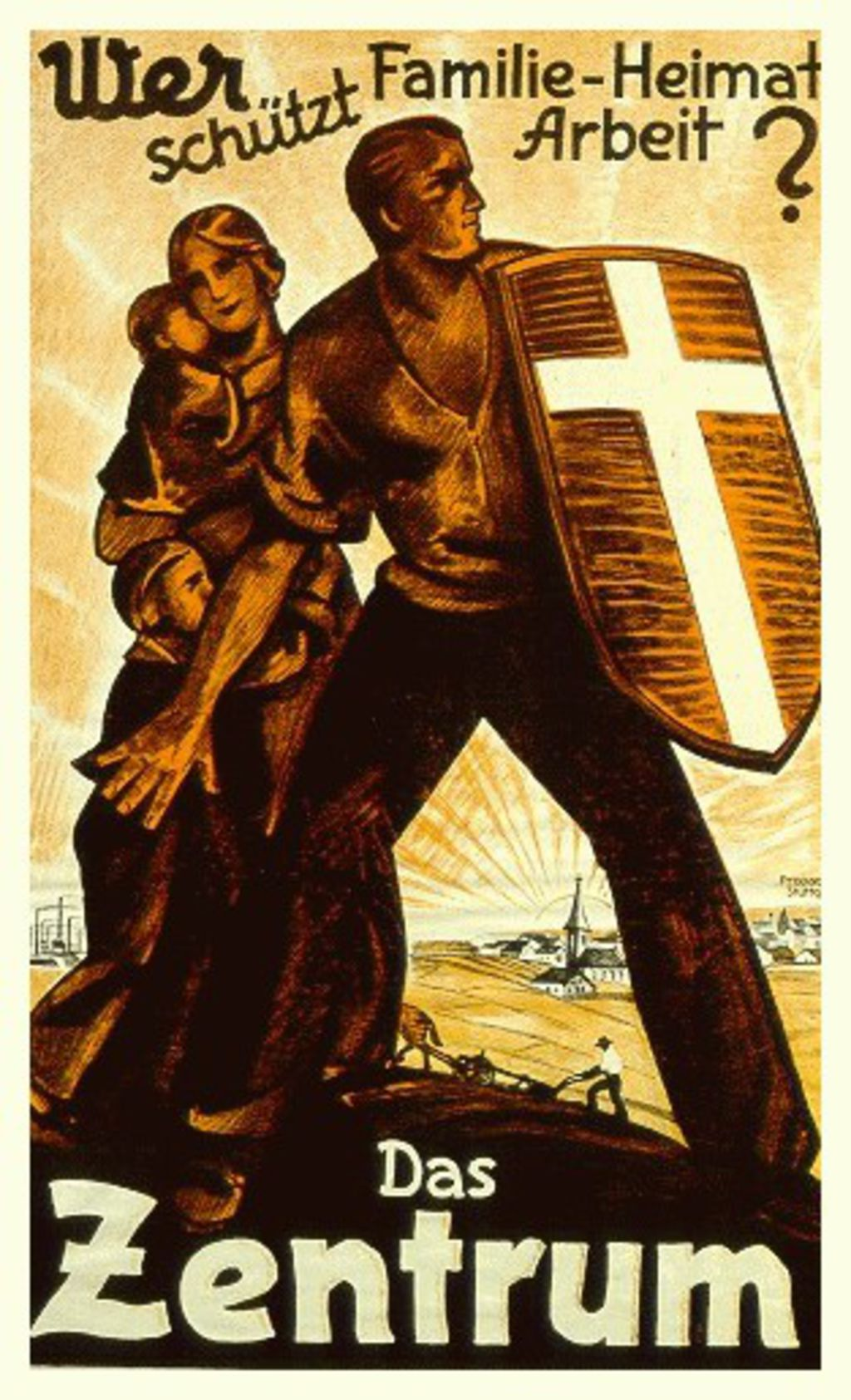
Een poster van de Beierse Centrumpartij

De  Beierse Patriottenpartij (Duits: Bayerische Patriotenpartei) was een katholieke politieke partij die in 1869 werd opgericht in het Koninkrijk Beieren. Vanaf 1887 noemde de partij zichzelf de Beierse Centrumpartij (Bayerische Zentrumspartei).

## Geschiedenis

### Oprichting
De Beierse Patriottenpartij ontstond tegen de achtergrond van katholiek-grootduits-conservatieve stromingen in het voorjaar van 1848 en na de revolutie van 1848, zoals bijvoorbeeld de groep "Confederates" in het eerste parlement, de katholieke Eos- en Görres-kringen en de talrijke conservatieve constitutionele verenigingen.
In deze context, en gezien een nieuw schoolwet die beïnvloed was door liberale ideeën in Beieren, vormden afgevaardigden in het Beierse parlement halverwege 1869 de "Patriottische Fractie". Een vergelijkbare ontwikkeling was tegelijkertijd te zien in Pruisen met de oprichting van de Zentrumspartei (Centrumpartij): de overwinning van de protestantse grootmacht Pruisen in de Duits-Oostenrijkse Oorlog van 1866 en het daaropvolgende verdrijven van de Oostenrijkse beschermheer van de Duitse katholieken uit de gelijktijdig instortende Duitse Bond betekende een tegenslag voor het katholicisme in Duitsland.
De Patriottenpartij stelde zich op tegen een klein-Duits rijk onder Pruisische leiding, tegen de staatsinmenging in de kerk, tegen liberalisme en nationalisme, en pleitte voor katholiek-kerkelijke belangen, een katholiek-conservatieve maatschappij- en economische visie, en voor de groot-Duitse oplossing van de Duitse kwestie met behoud van de Beierse staatsheid en zelfstandigheid.
In deze vroege fase had de Patriottenpartij nog geen vaste organisatie. Ze werd voornamelijk verenigd in het parlement door een gedeelde katholiek-conservatieve overtuiging en de oppositie tegen het liberale ministerie van Prins Chlodwig zu Hohenlohe-Schillingsfürst. De publicist Josef Edmund Jörg trad op als haar geestelijk en politiek leider. De Patriottenpartij was aanvankelijk een partij van notabelen, die in plaats van een partijorganisatie een brede basis had in de talrijke katholieke verenigingen en organisaties, de christelijke boerenverenigingen en katholieke sociëteiten. Op lokaal niveau coördineerden katholieke geestelijken, edelen of notabelen, terwijl kandidaten voor het parlement grotendeels bekende functionarissen waren van katholieke verenigingen en organisaties, die vaak ofwel tot de geestelijkheid of de adel behoorden. Ook in de Eerste Kamer van het Beierse parlement had de Patriottenpartij een aanzienlijk aantal sympathisanten.
De sociale basis van de Patriottenpartij lag voornamelijk in de landelijke bevolking, het conservatieve kleinburgerschap van de stadjes op het platteland, evenals in de geestelijkheid en de Beierse adel. Verschillende kranten, waaronder de Historisch-politischen Blätter van Josef Edmund Jörg en het Bayerische Vaterland van Dr. Johann Baptist Sigl, droegen ook bij aan haar verankering in deze lagen.
In Opper-Beieren en Unterfranken vonden de Patriotten hun sterkste steun. In de steden en de voornamelijk protestantse delen van het land had de partij daarentegen moeite om voet aan de grond te krijgen.
Vroege geschiedenis Bij de verkiezingen voor het Zollparlament in 1868 slaagde de Patriottenpartij er al in om 30 van de 48 Beierse zetels te winnen. In de twee parlementsverkiezingen van 1869 zette deze trend zich voort: in mei won de partij 79, in november 80 van de 154 zetels, en daarmee beide keren de absolute meerderheid van de zetels. Deze nieuw ontstane constellatie in het Beierse parlement bleef in wezen ongewijzigd tot 1918. De Patriottenpartij slaagde erin om ononderbroken de grootste fractie te vormen en stond in voortdurende scherpe tegenstelling tot de liberale Fortschrittspartei (Vooruitgangspartij) en de door de monarchen aangestelde liberale ministeries.
De oprichting van het Duitse Keizerrijk in 1871 bracht duidelijk de twee vleugels van de Patriottenpartij naar voren. Een groep onder leiding van Joseph Edmund Jörg en later Georg Heim was beïnvloed door boeren en kleine burgers, democratisch en patriottisch gezind. De andere groep onder leiding van Reichsrat Graf Konrad von Preysing en Ludwig von Arco-Zinneberg was meer aristocratisch en nam een vriendelijkere en conservatievere houding aan ten opzichte van het rijk. Zowel de kwestie van de oorlogsverklaring aan Frankrijk en daarmee de toetreding van Beieren tot de Frans-Duitse Oorlog van 1870 als de daaropvolgende kwestie van de toetreding van Beieren tot het nieuw opgerichte Duitse Keizerrijk verdeelde de fractie in het parlement.
De verdeelde Patriottenpartij behaalde daarom bij de verkiezingen voor de eerste Duitse Rijksdag slechts 19 van de 48 Beierse zetels en 38% van de stemmen. In de Rijksdag sloten de Patriotten zich aan bij de fractie van het katholieke Centrum. Pas de Kulturkampf in de jaren 1870 in Beieren en Pruisen leidde opnieuw tot een solidarisering binnen de Patriottenpartij en tot een heropleving door nieuwe verkiezingssuccessen. Bij de Rijksdagverkiezingen van 1874 kreeg de partij 59,5% van de stemmen en daarmee 32 zetels. Tegelijkertijd kwam ze echter ook in haar tweede grote crisis.

### Crisis en stabiliteit
Sinds de oprichting van de partij moest de monarchistisch gezinde partij een antwoord vinden op de vraag hoe ze zich moest verhouden tot een liberaal ministerie dat weliswaar ideologisch tegen haar gericht was, maar tegelijkertijd niet vervangen werd door een conservatief orgaan (en dus overeenkwam met de parlementaire meerderheid) vanwege het monarchale principe van de koning.
Terwijl een radicaal-katholieke groep binnen de fractie eiste om de begroting van het liberale ministerie te weigeren of het parlement lam te leggen door collectief hun mandaat neer te leggen, pleitte een gematigdere groep onder leiding van Jörg voor een strijd tegen het ministerie binnen de parlementaire mogelijkheden. Dit geschil leidde in 1877 tot de splitsing van de fractie in de Patriottenpartij onder Jörg en de radicalere Katholieke Volkspartij onder leiding van Aloys Rittler en Johann Baptist Sigl. Na langdurige onderhandelingen voegden beide groeperingen zich echter onder nominale handhaving van hun zelfstandigheid weer samen tot de gezamenlijke fractie van de "Verenigde Rechten". In 1881 slaagden ze er zelfs in de nieuw opgerichte Nationaal-Conservatieve Partij, het lutherse tegenhanger van de Patriottenpartij uit het protestantse Midden-Franken onder August Emil Luthardt, voor de fractie van de Verenigde Rechten te winnen.
In de jaren 1880 kwamen met de geestelijke Balthasar von Daller uit Freising en de filoloog Georg von Orterer uit Erding nieuwe leiders naar voren. Zij leidden eerst in 1887 de aansluiting van de partij als de "Beierse Centrumpartij" bij het landelijke Centrum in en verdrongen vervolgens in 1888/1890 de tot dan toe sterk door aristocraten gedomineerde partijtop. Met het nieuwe "Programma van de Beierse Centrumpartij" uit 1887 slaagden ze er ook in om de uiteenlopende groepen definitief onder het dak van de nieuwe partij te herenigen. Het programma riep op tot de verwezenlijking van christelijke beginselen in alle levensgebieden en probeerde bovendien alle lagen van de bevolking aan de partij te binden: de belijdenis van loyaliteit aan het rijk stond naast het postulaat van federalisme, er werd gezocht naar een evenwicht tussen de monarchale grondhouding en de eisen voor uitgebreide rechten van het parlement, en zowel boeren als ambachtslieden en arbeiders werden in overweging genomen.
Het verminderen van de solidariteit door de staatsgerichte Kulturkampf, maar vooral ook de ontevredenheid van de Beierse boeren over het gedrag van de Beierse Centrumpartij op nationaal niveau (onder andere instemming met handelsverdragen van Caprivi die nadelig waren voor Beierse boeren), leidde in 1893 tot de oprichting van de Beierse Boerenbond. Deze bond presenteerde zich als radicaal antiklerikaal, partikularistisch en vijandig tegenover de adel. Bij de verkiezingen van de Landdag in 1893 behaalde de Boerenbond meteen zeven zetels en doorbrak daarmee de absolute meerderheid van de Beierse Centrumpartij. In deze fase won de agrarisch-particularistisch-democratische vleugel weer toenemend aan invloed in de partij, en het Centrum kreeg "opnieuw sterk het karakter van een partij van sociale en democratische eisen op katholieke basis" (D. Albrecht). Om de uitdaging van de Boerenbond het hoofd te bieden, intensiveerde de Beierse Centrumpartij haar activiteiten in agrarische kringen, benadrukte opnieuw sterker een partikuliere visie en verplichtte haar parlementariërs in de Rijksdag tot een boerenvriendelijk stemgedrag. Daarnaast werkte ze samen in verkiezingsallianties met de opkomende sociaaldemocratie om de Boerenbond de basis van kiezers te ontnemen.

### Overgang naar regeringspartij en einde van de partij
Dit leidde echter tot een hernieuwd scherp conflict binnen de fractie tussen de groep rond de "Bauerndoktor" Heim en de meer burgerlijk-conservatief georiënteerde groep rond Orterer en de Passauer geestelijke Franz Seraph von Pichler, terwijl fractievoorzitter Daller bemiddelde tussen de delen van de fractie. De groep rond Orterer slaagde er echter steeds meer in, met steun van het klerus, de Patriotten in de Eerste Beierse Kamer en ook delen van het hof, zich te presenteren als een regeringsvatbaar alternatief voor de door het hof aangestelde liberale ministeries. Heim trok zich in 1911 tijdelijk terug uit de politiek, en in 1912 benoemde Prins-regent Luitpold Georg von Hertling, de leider van de Centrumsfractie in de Rijksdag, tot voorzitter van het Beierse Staatsministerie. Hiermee werd voor het eerst sinds de oprichting van de Patriottenpartij in 1869 een vertegenwoordiger van de meerderheidsfractie in het parlement belast met het bestuur van de staat, en de Beierse Centrumpartij had haar doel bereikt.
Na het einde van de Eerste Wereldoorlog en de staatkundige omwentelingen, ook in Beieren, richtten leidende leden van de Beierse Centrumpartij, zoals Georg Heim en Heinrich Held, in november 1918 de Beierse Volkspartij op in Regensburg. Deze partij distantieerde zich opnieuw doelbewust van het landelijke Centrum onder de unitaire invloed van Matthias Erzberger.